# NCIS: Los Angeles

NCIS: Los Angeles är en amerikansk TV-serie från 2009 om en grupp specialagenter i Los Angeles tillhörande den amerikanska marinens Naval Criminal Investigative Service som löser brott där personal ur USA:s flotta och USA:s marinkår är inblandade. 
NCIS: Los Angeles är en spinoff på TV-serien NCIS (som i sin tur är en spinoff av På heder och samvete).
Serien har visats på TV3 och TV6 i Sverige.
I maj 2020 förnyade CBS NCIS: Los Angeles för säsong 12. Efter 14 säsonger lades serien ned, och sista avsnittet sändes 22 maj 2023.

## Huvudkaraktärer
- Sam Hanna (LL Cool J) – 323 avsnitt
- G. Callen (Chris O'Donnell) – 323 avsnitt
- Kensi Blye (Daniela Ruah) – 323 avsnitt
- Marty Deeks (Eric Christian Olsen) – 301 avsnitt
- Henrietta "Hetty" Lange  (Linda Hunt) – 281 avsnitt
- Eric Beale  (Barrett Foa) – 280 avsnitt
- Nell Jones (Renée Felice Smith) – 254 avsnitt
- Owen Granger (Miguel Ferrer) – 115 avsnitt
- Fatima Namazi (Medalion Rahimi) – 77 avsnitt
- Devin Rountree (Caleb Castille) – 64 avsnitt
- Hollace Kilbride (Gerald McRaney) – 54 avsnitt
- Nate Getz (Peter Cambor) – 41 avsnitt
- Anna Kolcheck (Bar Paly) – 34 avsnitt
- Shay Mosley (Nia Long) – 30 avsnitt

## Avsnitt

### Säsong 1
| Nr | Titel              | Första sändningsdatum i USA | Första sändningsdatum i USA |
| Nr | Titel              | USA                         |                             |
| -- | ------------------ | --------------------------- | --------------------------- |
| 1  | Identity           | 22 september 2009           |                             |
| 2  | The Only Easy Day  | 29 september 2009           |                             |
| 3  | Predator           | 6 oktober 2009              |                             |
| 4  | Search and Destroy | 13 oktober 2009             |                             |
| 5  | Killshot           | 20 oktober 2009             |                             |
| 6  | Keepin' It Real    | 3 november 2009             |                             |
| 7  | Pushback           | 9 november 2009             |                             |
| 8  | Ambush             | 17 november 2009            |                             |
| 9  | Random on Purpose  | 24 november 2009            |                             |
| 10 | Brimstone          | 15 december 2009            |                             |
| 11 | Breach             | 5 januari 2010              |                             |
| 12 | Past Lives         | 12 januari 2010             |                             |
| 13 | Missing            | 26 januari 2010             |                             |
| 14 | LD50               | 2 februari 2010             |                             |
| 15 | The Bank Job       | 9 februari 2010             |                             |
| 16 | China Town         | 2 mars 2010                 |                             |
| 17 | Full Throttle      | 9 mars 2010                 |                             |
| 18 | Blood Brothers     | 16 mars 2010                |                             |
| 19 | Hand-to-Hand       | 6 april 2010                |                             |
| 20 | Fame               | 27 april 2010               |                             |
| 21 | Found              | 4 maj 2010                  |                             |
| 22 | Hunted             | 11 maj 2010                 |                             |
| 23 | Burned             | 18 maj 2010                 |                             |
| 24 | Callen, G          | 25 maj 2010                 |                             |

## DVD
I Sverige har NCIS: Los Angeles släppts av CBS DVD/Paramount på DVD
| Säsong    | Episoder | Release datum     |
| --------- | -------- | ----------------- |
| Säsong 1  | 24       | 22 september 2009 |
| Säsong 2  | 24       | 21 september 2010 |
| Säsong 3  | 24       | 20 september 2011 |
| Säsong 4  | 24       | 25 september 2012 |
| Säsong 5  | 24       | 24 september 2013 |
| Säsong 6  | 24       | 29 september 2014 |
| Säsong 7  | 24       | 21 september 2015 |
| Säsong 8  | 24       | 25 september 2016 |
| Säsong 9  | 24       | 1 oktober 2017    |
| Säsong 10 | 24       | 30 september 2018 |